# 이학균
이학균(李學均, 1975년 9월 28일 ~ )은 전 KBO 리그 현대 유니콘스의 야구 선수인 내야수이다.

## 출신학교
- 금강초등학교
- 사직중학교
- 경남상업고등학교
- 한양대학교 경영학과 (1994학번)